# 神秘競速者
{{Infobox musical artist  
|
| Name = 神秘競速者
| Img = 
| Img_capt = 
| Img_size = 
| Landscape = 
| Background = group_or_band
| Origin = 美國加利福尼亞州洛杉磯
| Instrument = 
| Genre = 重金屬音樂、速度金屬、樂器搖滾
| Years_active = 1985–1989
1999–至今
| Label = Shrapnel、日本環球唱片
| Associated_acts = 猶大祭司
大人物樂團
Badlands
Dokken
The Scream
火星之音
Big Sir
Fight
G3
Epidemic
| URL = 
| Current_members = 保羅·吉伯
璜·艾爾德瑞特
傑夫·馬汀
史考特·崔維斯
| Past_members = 哈利·吉斯丘哲
[[:en:Bruce Bouillet|布魯斯·保列特]]
陶德·德維托
克里斯·亞文
|
}}
神秘競速者（Racer X），是一支在1985年於加利福尼亞州洛杉磯成立的美國重金屬樂團，成員陣容經過多次更迭，只有吉他手保羅·吉伯與貝斯手璜·艾爾德瑞特為固定成員。

## 樂團歷史

### 1980年代
吉他手保羅·吉伯將自己錄製的錄音帶寄給Mike Varney，而保羅在Mike的安排下，在1983年2月出版的Guitar Player雜誌中的Spotlight專欄首次獲得好評。
當年保羅16歲，住在賓夕法尼亞州威斯特摩蘭縣的Greensburg，而後來他為了就讀MI音樂學院的 Guitar Institute of Technology（GIT，吉他學院），搬至洛杉磯 。
他從GIT畢業後，保羅被以講師的身分雇用，也同時與洛杉磯的金屬樂團Black Sheep錄製專輯《Trouble In The Streets》，該專輯在1985年11月由Enigma Records發行。

## 唱片

### 錄音室唱片
- 1986: 《Street Lethal》
- 1987: 《Second Heat》
- 1999: 《絕佳技巧》 (Technical Difficulties)
- 2000: 《英雄無敵》 (Superheroes)
- 2002: 《愈加沉重》 (Getting Heavier)

### 現場演奏唱片
- 1988: 《Extreme Volume Live》
- 1992: 《Extreme Volume II Live》
- 2002: 《滅絕雪崩》(Snowball of Doom)
- 2002: 《滅絕雪崩 2》(Snowball of Doom 2)

## 影片
- 《2001年美國演唱會實況- Live at the Whisky》(Live at the Whisky: Snowball of Doom) (2002)